# Präsidentschaftswahl in Rumänien 2019
Die Präsidentschaftswahl in Rumänien 2019 fand am 10. und 24. November statt. Der Amtsinhaber, Präsident Klaus Johannis, trat zur Wiederwahl an. Am 24. November fand eine Stichwahl zwischen ihm und Viorica Dăncilă statt, die Johannis klar gewann.

## Hintergrund
Klaus Johannis gewann 2014 gegen Victor Ponta und wurde am 21. Dezember 2014 für seine erste Amtszeit vereidigt. Gemäß Artikel 83 der Verfassung Rumäniens beträgt die Amtszeit des rumänischen Präsidenten fünf Jahre. Sie beginnt mit dem Datum, an dem der Eid geleistet wurde; maximal zwei Amtszeiten sind möglich. Im Juni 2018 gab der amtierende Präsident Johannis öffentlich seine Absicht bekannt, für eine zweite Amtszeit als Staatspräsident zu kandidieren.

## Kandidaten

### Kandidatensuche der wichtigsten Parteien

#### PNL
Die Kandidatur Johannis’ bei der Präsidentschaftswahl 2014 wurde von der Nationalliberalen Partei (PNL) unterstützt, deren Vorsitzender er zu dieser Zeit war. Nach seinem Amtsantritt als Präsident ließ Johannis seine PNL-Mitgliedschaft ruhen, da die Verfassung es dem Präsidenten nicht erlaubt, während seiner Amtszeit formelles Mitglied einer politischen Partei zu sein. Ludovic Orban, der Präsident der PNL, bekräftigte die Unterstützung der Partei für Johannis nach der Wahl. Am 11. März 2018 bestätigte die PNL die Kandidatur von Klaus Johannis offiziell für eine neue Amtszeit als Präsident. Er war im Wahlkampf für ein „normales Rumänien“, mit einer unabhängigen Justiz und gegen Korruption.

#### PSD
Liviu Dragnea, seit 2016 Präsident der Abgeordnetenkammer und Gabriela Firea, seit 2016 Bürgermeisterin von Bukarest, galten als potenzielle Kandidaten für die PSD. Beide dementierten diese Medienspekulationen aber. Firea erklärte, sie wolle ihre Amtszeit als Bürgermeisterin beenden, während Liviu Dragnea die Idee ablehnte und erklärte, er und die PSD konzentrierten sich auf das Regierungsprogramm und die parlamentarische Tagesordnung, da Dragnea Präsident der Kammer war. Nachdem Dragnea am 27. Mai 2019 wegen Korruptionsvorwürfen zu einer Haftstrafe verurteilt worden war, war er nicht mehr für die Präsidentschaftswahl zugelassen. Für die PSD kandidierte dann Viorica Dăncilă, bis zu ihrer Abwahl im Oktober 2019 Ministerpräsidentin. Sie umwarb im Wahlkampf vor allem einkommensschwache Wähler.

#### USR
Nicușor Dan, ehemaliger Präsident der Uniunea Salvați România, der drittgrößten politischen Partei des Landes, äußerte die Ansicht, dass die Partei einen eigenen Kandidaten für die Wahlen aufstellen solle. Dan Barna, der neue Präsident der USR, erklärte in einem Interview mit der Zeitung Adevărul, dass die USR einen Präsidentschaftskandidaten haben werde, der durch eine Abstimmung innerhalb der Partei entschieden wurde. Dacian Cioloș sei „eine Option“, weil er eine sehr bekannte Person sei. Schließlich kandidierte Dan Barna. Kernthema seines Wahlkampfes war der Kampf gegen Korruption.

### Zugelassene Kandidaten
| Candidat            | Partei                            | Amt/Mandat                         |
| ------------------- | --------------------------------- | ---------------------------------- |
| Klaus Johannis      | PNL                               | Präsident                          |
| Viorica Dăncilă     | PSD                               | ehem. Ministerpräsidentin          |
| Dan Barna           | USR (Bündnis USR und PLUS)        | Abgeordneter                       |
| Mircea Diaconu      | unabhängig (Bündnis PRO und ALDE) | Ex-Europaparlamentarier            |
| Hunor Kelemen       | UDMR                              | Abgeordneter                       |
| Viorel Cataramă     | DL                                | Ex-Senator                         |
| Theodor Paleologu   | PMP                               | Ex-Kulturminister, Ex-Abgeordneter |
| Ramona Bruynseels   | PPU                               | Ex-Staatssekretärin                |
| Cătălin Ivan        | ADN                               | Ex-Europaparlamentarier            |
| Bogdan Stanoevici   | –                                 | Ex-Minister                        |
| John Banu           | PNRo                              |                                    |
| Sebastian Popescu   | PNR                               |                                    |
| Alexandru Cumpănașu | –                                 |                                    |
| Ninel Peia          | NR                                | Ex-Abgeordneter                    |

## Umfragen

### Erste Runde
2019
| Quelle | Datum                      | Befragte Personen | Johannis | Tăriceanu | Dragnea | Cioloș | Kelemen | Tomac | Ponta  | Firea | Barna | Dăncilă | Andere | Weiß nicht |
| ------ | -------------------------- | ----------------- | -------- | --------- | ------- | ------ | ------- | ----- | ------ | ----- | ----- | ------- | ------ | ---------- |
| IMAS   | 15. Juli–2. August 2019    | 1,010             | 41,7 %   | 13,8 %    | —       | 10,4 % | 2,8 %   | 1,5 % | 12,9 % | —     | 9,4 % | 7,5 %   | —      | —          |
| IMAS   | 7.–26. Juni 2019           | 1,010             | 42,4 %   | 15,5 %    | —       | 12,7 % | 1,8 %   | 1,6 % | 14,1 % | —     | 5,3 % | 6,7 %   | —      | —          |
| IMAS   | 2.–20. Mai 2019            | 1,010             | 43,5 %   | 19,8 %    | 7 %     | 13 %   | 1,2 %   | 2,1 % | 11,6 % | –     | 1,9 % | –       | –      | 14,7 %     |
| IMAS   | 12.–15. April 2019         | 1,010             | 42,7 %   | 18,3 %    | 8,7 %   | 10 %   | 1,2 %   | 2,2 % | 14,5 % | –     | 2,5 % | –       | –      | –          |
| IMAS   | 18. März–3. April 2019     | 1,010             | 44,3 %   | 16,1 %    | 8 %     | 11,7 % | 1,1 %   | 2,2 % | 12,4 % | –     | 1,7 % | –       | –      | –          |
| CURS   | 12.–25. März 2019          | 1,067             | 36 %     | 23 %      | 15 %    | 9 %    | 4 %     | 3 %   | –      | –     | –     | –       | –      | –          |
| IMAS   | 1.–21. Februar 2019        | 1,010             | 41,4 %   | 18,0 %    | 6,0 %   | 11,7 % | 1,5 %   | 1,9 % | 15,0 % | –     | 1,5 % | –       | 3 %    | 15,1 %     |
| CURS   | 21. Januar–6. Februar 2019 | 1,067             | 41 %     | 21 %      | 17 %    | 9 %    | –       | –     | –      | –     | 4 %   | –       | 8 %    | 34 %       |
| IMAS   | 11.–30. Januar 2019        | 1,011             | 34,4 %   | 15,4 %    | 6 %     | 10,9 % | 0,8 %   | 1,5 % | 13,2 % | –     | 1,9 % | –       | 7,7 %  | 8,2 %      |

## Ergebnis
| Kandidaten                                                                | Kandidaten          | Parteien                                   | 1. Wahlgang | 1. Wahlgang | 2. Wahlgang | 2. Wahlgang |
| Kandidaten                                                                | Kandidaten          | Parteien                                   | Stimmen     | %           | Stimmen     | %           |
| ------------------------------------------------------------------------- | ------------------- | ------------------------------------------ | ----------- | ----------- | ----------- | ----------- |
|                                                                           | Klaus Johannis      | Partidul Național Liberal                  | 3.485.292   | 37,8        | 6.509.135   | 66,1        |
|                                                                           | Viorica Dăncilă     | Partidul Social Democrat                   | 2.051.725   | 22,3        | 3.339.922   | 33,9        |
|                                                                           | Dan Barna           | Alianța 2020 USR PLUS (USR – PLUS)         | 1.384.450   | 15,0        |             |             |
|                                                                           | Mircea Diaconu      | Alianța „Un Om“ (ALDE – Pro România)       | 815.201     | 8,8         |             |             |
|                                                                           | Theodor Paleologu   | Partidul Mișcarea Populară                 | 527.098     | 5,7         |             |             |
|                                                                           | Hunor Kelemen       | Demokratische Union der Ungarn in Rumänien | 357.014     | 3,9         |             |             |
|                                                                           | Ramona Bruynseels   | Partidul Umanist Social Liberal (PUSL)     | 244.275     | 2,7         |             |             |
|                                                                           | Alexandru Cumpănașu | unabhängig                                 | 141.316     | 1,5         |             |             |
|                                                                           | Viorel Cataramă     | Dreapta Liberală                           | 48.662      | 0,5         |             |             |
|                                                                           | Bogdan Stanoevici   | unabhängig                                 | 39.192      | 0,4         |             |             |
|                                                                           | Cătălin Ivan        | Alternativa pentru Demnitate Națională     | 32.787      | 0,4         |             |             |
|                                                                           | Ninel Peia          | Partidul Neamul Românesc                   | 30.884      | 0,3         |             |             |
|                                                                           | Sebastian Popescu   | Partidul Noua Românie                      | 30.850      | 0,3         |             |             |
|                                                                           | John Ion Banu       | Partidul Națiunea Română                   | 27.769      | 0,3         |             |             |
| Gesamt                                                                    | Gesamt              | Gesamt                                     | 9.216.515   | 100         | 9.849.057   | 100         |
|                                                                           |                     |                                            |             |             |             |             |
| Ungültige Stimmen                                                         | Ungültige Stimmen   | Ungültige Stimmen                          | 143.158     | 1,5         | 182.705     | 1,8         |
| Wähler                                                                    | Wähler              | Wähler                                     | 9.359.673   | 51,2        | 10.031.762  | 54,9        |
| Wahlberechtigte                                                           | Wahlberechtigte     | Wahlberechtigte                            | 18.286.865  |             | 18.287.119  |             |
|                                                                           |                     |                                            |             |             |             |             |
| Quellen: Biroul electoral central, Kandidaten – 1. Wahlgang – 2. Wahlgang |                     |                                            |             |             |             |             |